# Messenien (Regionalbezirk)
Der Regionalbezirk Messenien (griechisch Περιφερειακή Ενότητα Μεσσηνίας Periferiakí Enótita Messinías') ist einer der fünf Regionalbezirke der griechischen Region Peloponnes. Er umfasst im Wesentlichen die antike Landschaft Messenien im Südwesten der Peloponnes. Zentrum  ist Kalamata. 
Nach der Gründung des modernen Griechenland war Messenien ab 1833 eine Präfektur (gr. nomos νομός) des Landes, was es fast ununterbrochen bis 2010 blieb. Mit der griechischen Verwaltungsreform 2010 wurden ihre Kompetenzen an die durch Zusammenlegung an Zahl stark reduzierten Gemeinden und die Region Peloponnes übertragen; seither hat das Gebiet den Status eines Regionalbezirks, der jedoch abgesehen von der Sitzzuteilung für den Regionalrat keine politische Bedeutung hat.

## Geografie
Kern der Landschaft Messenien am Messenischen Golf ist das Flusstal des Pamisos und seiner Zuflüsse, eine Gegend, die früher die Bezeichnung Stenyklaros trug und die den am dichtesten besiedelten Teil Messeniens darstellt. Es handelt sich um eine äußerst fruchtbare Landschaft, wo bis heute Orangen, Zitronen, Mandeln, Feigen und Oliven in großer Menge und guter Qualität angebaut werden. Diese Flussebene ist im Norden durch das Nomian-Gebirge (heute: Tetrási, 1570 m), im Westen durch die Kyparissia-Berge (rund 950 m) begrenzt, während im Osten das Taygetos-Gebirge die Grenze zum Evrotas-Tal bildet, in dem Sparta liegt. Vor der Südwestküste des Peloponnes liegen die Oinussai-Inseln. Messenien hat trotz seiner langen Küstenlinie wenige gute Häfen und spielte daher in der Seefahrtsgeschichte Griechenlands keine große Rolle. Lediglich Pylos im Südwesten hatte eine gewisse Bedeutung. Messenien ist für griechische Verhältnisse eine wasserreiche und zugleich warme, fruchtbare Region, in der Obst und Gemüse, auch für den Export, angebaut werden.

## Verkehr
- Nationalstraße 7, N, Zen.
- Nationalstraße 9, NW, W, SW
- Nationalstraße 9a, NW, N
- Nationalstraße 82, SW, Zen., SE

## Verwaltungsgliederung
Die Unterteilung Messeniens in Provinzen (Ez. gr. eparchia) änderte sich von Zeit zu Zeit. Bei der Gründung 1833 gehörte noch die Provinz Olympia zu Messenien, die später in der Präfektur Elis aufging. Trifylia bildete mit der Provinz Olympia von 1899 bis 1909 die eigenständige Präfektur Trifylia; in dieser Zeit war die Westliche Mani der kurzlebigen Präfektur Lakoniki unterstellt. Die Provinzen wurden im Zuge der griechischen Gemeindereform von 1997 abgeschafft.
Provinzen vor 1997:
- Provinz Kalamata – Kalamata
- Provinz Messini – Messini
- Provinz Pylia – Pylos
- Provinz Trifyllia – Kyparissia

Die bis dato 280 Gemeinden wurden 1997 zu 31 zusammengefasst, mit der Verwaltungsreform 2010 wurden diese Gemeinden zu noch sechs Gemeinden fusioniert, die ähnlich groß sind wie die vormaligen Provinzen. Die 280 alten Gemeinden wählen als Stadtbezirke bzw. Ortsgemeinschaften lokale Vertretungen.
Gemeinden seit 2010
- Dytiki Mani
- Ichalia
- Kalamata
- Messini
- Pylos-Nestoras
- Trifylia